# Brytyjska odmiana języka angielskiego
Brytyjska odmiana języka angielskiego (ang. British English, BE) – odmiana języka angielskiego używana w Wielkiej Brytanii. W precyzyjniejszym rozumieniu:
- jedna ze standardowych form języka angielskiego (obok amerykańskiej), stosowana w nauczaniu tego języka, wykorzystująca brytyjskie konwencje ortograficzne, zaś w zakresie wymowy opierająca się na tzw. Received Pronunciation. Standard ten określany jest również jako „BBC English”. Poza Wielką Brytanią cieszy się popularnością również w Irlandii, Australii i Nowej Zelandii.
- zbiorcze określenie wszystkich wariantów języka angielskiego używanych na terenie Wielkiej Brytanii, w odróżnieniu od pozostałych odmian tego języka. Taką definicję podaje m.in. Oxford English Dictionary. Angielszczyzna brytyjska w formie mówionej jest wewnętrznie bardziej zróżnicowana niż inne jej odmiany używane na świecie[1]. Nie istnieje instytucja regulująca język, a pod względem formalnym żadna odmiana dialektalna nie jest bardziej uprzywilejowana od innych. Pewnym prestiżem cieszy się Received Pronunciation jako socjolekt ponadregionalny, związany jednak w ogólnym odczuciu z wyższymi klasami społecznymi. Trzeba jednak zaznaczyć, że zaledwie 2% Brytyjczyków posługuje się na co dzień tą odmianą[2]. W XXI wieku na znaczeniu zyskuje odmiana zwana Estuary English[3].

## Dialekty
Dialekty brytyjskie zasadniczo dzieli się na odmiany w samej Anglii oraz te używane w Walii i Szkocji. Dialekty z terenu Anglii dzielą się z kolei na kilka grup:
- dialekty południowej Anglii obejmujące cockney i Estuary English;
- dialekty Midlands: scouse (Liverpool), mancunian (Manchester), yorkshire, broomy (Birmingham), west broomy (West Bromwich), Black Country (Dudley);
- dialekty północnej Anglii: geordie (Newcastle).

## Słownictwo brytyjskie a amerykańskie
| Język polski             | Angielszczyzna brytyjska      | Angielszczyzna amerykańska     |
| ------------------------ | ----------------------------- | ------------------------------ |
| winda                    | lift                          | elevator                       |
| bagażnik (w samochodzie) | boot                          | trunk                          |
| maska (w samochodzie)    | bonnet                        | hood                           |
| kaszanka                 | black pudding                 | blood sausage                  |
| błotnik                  | mudguard                      | fender                         |
| majtki                   | pants                         | underwear                      |
| ciężarówka               | lorry                         | truck                          |
| cysterna                 | tanker                        | tank truck                     |
| piłka nożna              | football                      | soccer                         |
| komisariat policji       | police station                | police department              |
| remiza strażacka         | fire station                  | fire department                |
| tłumik (w pistolecie)    | silencer                      | muffler                        |
| toaleta                  | lavatory, toilet              | rest room                      |
| wyjście                  | way out                       | exit                           |
| kolejka ludzi            | queue                         | line                           |
| wózek na zakupy          | shopping trolley              | shopping cart                  |
| metro                    | underground, tube             | subway                         |
| wiadukt                  | flyover                       | overpass                       |
| parking                  | car park                      | parking lot                    |
| autostrada               | motorway                      | highway, freeway               |
| benzyna                  | petrol                        | gas, gasoline                  |
| stacja paliwowa          | filling/petrol station        | gas station                    |
| bankomat                 | cash machine/point, dispenser | ATM (Automated Teller Machine) |
| pobocze, chodnik         | pavement                      | sidewalk                       |
| jesień                   | autumn                        | fall                           |
| puszka                   | tin                           | can                            |
| emeryt                   | pensioner                     | senior citizen                 |
| kolej                    | railway                       | railroad                       |
| przejście podziemne      | subway                        | underground passage            |
| mieszkanie               | flat                          | apartment                      |
| smycz                    | lead                          | leash                          |
| zły (na kogoś)           | angry                         | mad                            |
| plaster                  | patch                         | band-aid                       |
| Ostatki                  | Pancake Day                   | Shrove Tuesday                 |
| torebka (damska)         | handbag                       | purse                          |
| portmonetka              | purse                         | billfold                       |
| piętro                   | floor, storey                 | story                          |
| mikser                   | food mixer, liquidizer        | blender                        |
| sokowirówka              | juice extractor               | juicer                         |
| kogut                    | cock                          | rooster                        |
| gniazdko elektryczne     | socket, mains                 | electrical outlet              |
| gabinet kosmetyczny      | beauty salon                  | parlor                         |
| kubeł na śmieci          | dustbin, bin                  | garbage can                    |
| kran                     | tap                           | faucet                         |
| film                     | film                          | movie                          |
| kino                     | cinema                        | (movie) theater                |
| gabinet                  | surgery                       | office                         |
| sklep                    | shop                          | store                          |
| skrzynka pocztowa        | letter-box                    | mailbox                        |
| apteka                   | pharmacy, chemist’s           | drugstore                      |
| budka telefoniczna       | phone booth                   | call box, (tele)phone box      |
| brat (rel.)              | neighbour                     | fellowman                      |
| pionek                   | draughtman                    | checker                        |
| cukierek                 | sweet                         | candy                          |
| ciasteczko               | biscuit                       | cookie                         |
| frytki                   | (potato) chips                | French fries                   |
| zamek błyskawiczny       | zip fastener                  | zipper                         |
| spodnie                  | trousers                      | pants                          |
| podkoszulek              | vest                          | undershirt                     |
| kamizelka                | waistcoat                     | vest                           |
| sąsiad                   | neighbour                     | neighbor                       |
| organizować              | organise                      | organize                       |
| analizować               | analyse                       | analyze                        |
| katalog                  | catalogue                     | catalog                        |
| aneks                    | annexe                        | annex                          |
| anemia                   | anaemia                       | anemia                         |
| opona                    | tyre                          | tire                           |
| środek                   | centre                        | center                         |
| teatr                    | theatre                       | theater                        |
| pług                     | plough                        | plow                           |
| pączek                   | doughnut                      | donut                          |
| czek                     | cheque                        | check                          |
| krawężnik                | kerb                          | curb                           |
| przeciąg                 | draught                       | draft                          |
| piżama                   | pyjamas                       | pajamas                        |
| kolor                    | colour                        | color                          |
| port                     | harbour                       | harbor                         |
| zachowanie               | behaviour                     | behavior                       |
| honor                    | honour                        | honor                          |
| szary                    | grey                          | gray                           |
| czipsy                   | crisps                        | chips                          |
| aluminium                | aluminium                     | aluminum                       |
| pasmanteria              | haberdashery                  | dry goods                      |
| chodnik                  | footpath                      | sidewalk                       |
| dżem                     | jam                           | jelly                          |
| pielucha                 | nappy                         | diaper                         |
| smoking                  | smoking                       | tux, tuxedo                    |